# Logania depressa
Logania depressa är en tvåhjärtbladig växtart som beskrevs av Joseph Dalton Hooker. Logania depressa ingår i släktet Logania och familjen Loganiaceae. Inga underarter finns listade i Catalogue of Life.